# Acestrocephalus pallidus
Acestrocephalus pallidus és una espècie de peix de la família dels caràcids i de l'ordre dels caraciformes.

## Morfologia
- Els mascles poden assolir 6,1 cm de llargària total.
- Nombre de vèrtebres: 38-39.[4]

## Hàbitat
Viu en zones de clima tropical.

## Distribució geogràfica
Es troba a Sud-amèrica: rius Madeira i Machado (Brasil).